# Leonid Lukitsch Michailjonok
Leonid Lukitsch Michailjonok (russisch Леонид Лукич Михайлёнок; * 5. Februar 1930 im Dorf Pischtschalowo, Rajon Orscha; † 15. März 2011 in St. Petersburg) war ein sowjetisch-russischer Bildhauer.

## Leben
Michailjonok studierte an der Leningrader Muchina-Kunst-Gewerbe-Hochschule, die 1876 von Baron Alexander von Stieglitz als Zentral-Schule für Technisches Zeichnen gegründet worden war.
Michailjonok war Mitglied der Union der Künstler der UdSSR und der Leningrader Union der Künstler.
Michailjonok schuf Basreliefs für den Leningrader Finnländischen Bahnhof (1960–1963) und ein Denkmal für die Piloten Semjon Aljoschin, Nikolai Alexandrowitsch Bobrow und Wladimir Gontscharuk (1965) für die Gedenkstätte Lembolowskaja Twerdynja am Bahnhof Lembolowo, Rajon Wsewoloschsk.
Michailjonok legte 1967 mit dem Architekten Jakow Lukin die Gedenkstätte Pulkowski Rubesch an der Pulkowo-Chaussee an, wo während des Deutsch-Sowjetischen Kriegs  im September 1941 der Vormarsch der Wehrmacht auf Leningrad gestoppt wurde (siehe Leningrader Blockade).
Ein bekanntes Werk ist die Legendäre Tatschanka, die Michailjonok zusammen mit Lew Artemjewitsch Rodionow und Juri Lochowinin und dem Architekten O. Poltorazkyj schuf und die 1967 am 50. Jahrestag der Oktoberrevolution in Kachowka eingeweiht wurde.
Mit dem Architekten Wladimir Wassilkowski legte Michailjonok die Gedenkstätte Krasnaja Talka in Iwanowo an zur Erinnerung an die aufständischen Iwanowoer Arbeiter in der Russischen Revolution 1905.

## Werke (Auswahl)

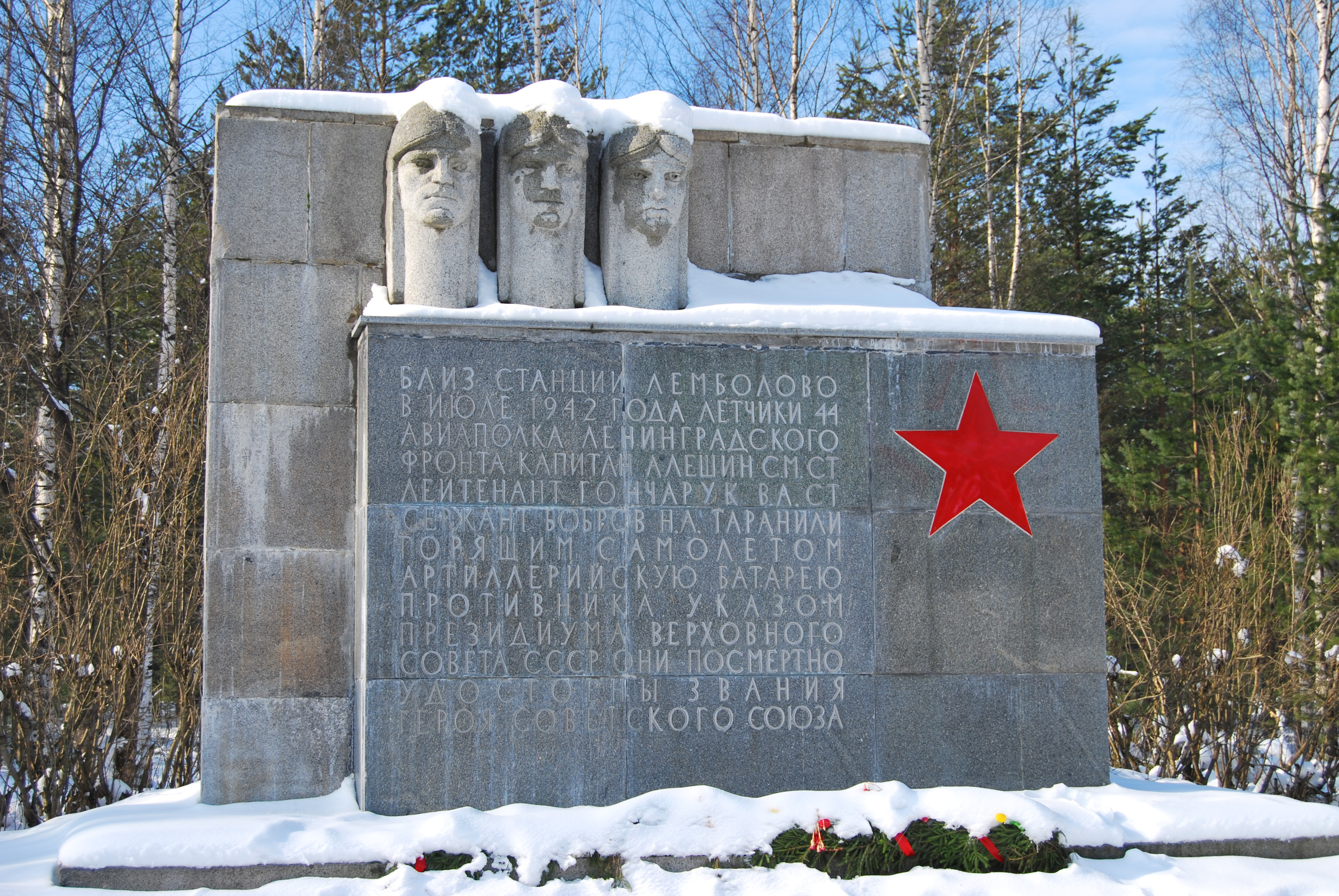
Pilotendenkmal, Gedenkstätte Lembolowskaja Twerdynja
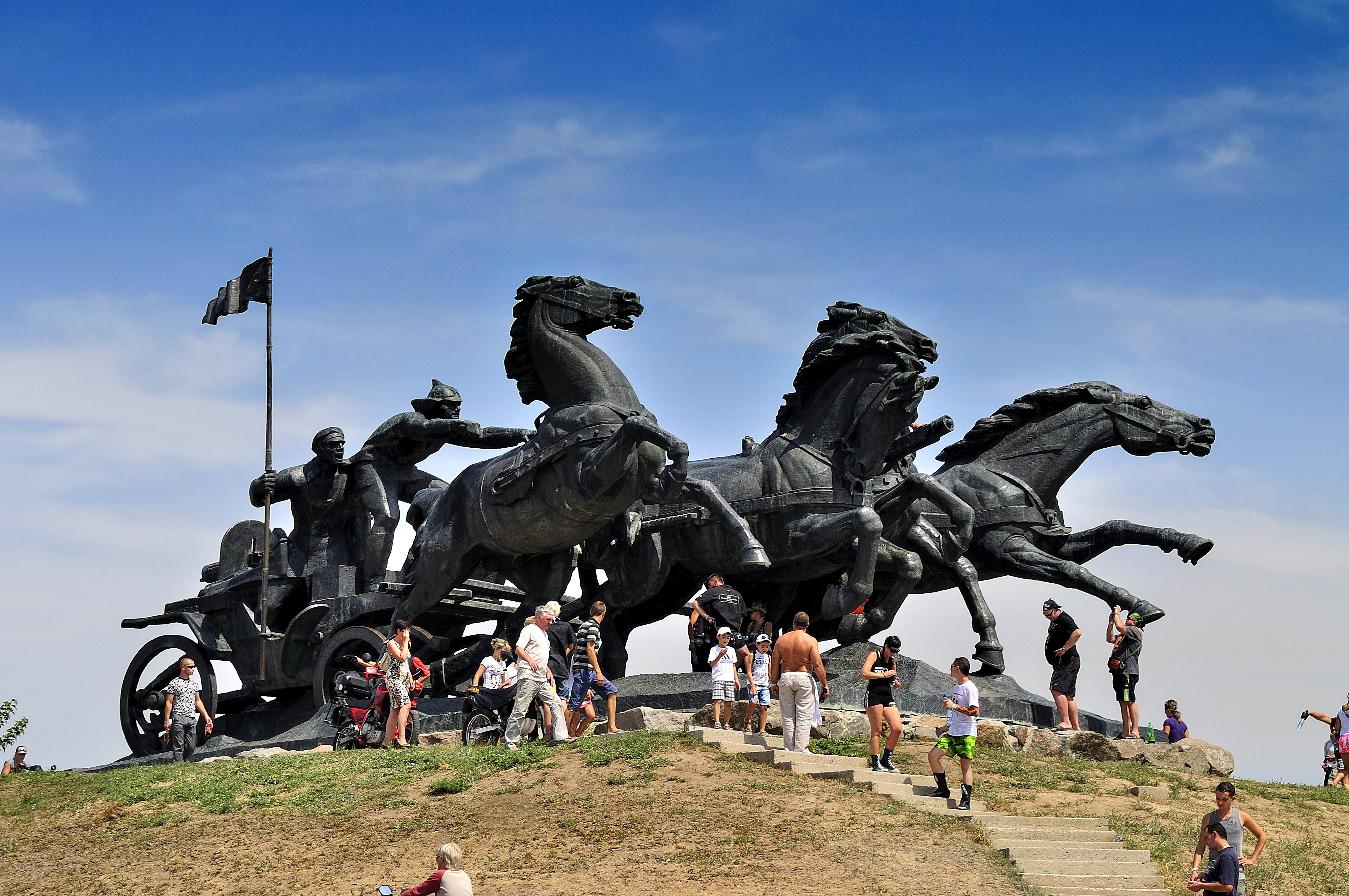
Legendäre Tatschanka

## Ehrungen, Preise
- Staatspreis der UdSSR im Bereich Literatur, Kunst und Architektur (1969 für das Autorenkollektiv) für die Legendäre Tatschanka[2]
- Verdienter Künstler der RSFSR (1978)